# Stražice
Stražice (szerbül: Стражице) falu Bosznia-Hercegovinában, a Szerb Köztársaságban, Ribnik községben. 

## Fekvése
Bosznia-Hercegovina északnyugati részén, Banja Lukától légvonalban 36, közúton 45 km-re délnyugatra, községközpontjától légvonalban 10, közúton 22 km-re északkeletre, a Banja Luka – Ribnik út mentén, a Manjača-hegységben fekvő Zmijanje területén, a Stražička-patak völgyében és a környező dombokon található. 

## Népessége
| Nemzetiségi csoport | Népesség 1991 | Népesség 2013 |
| ------------------- | ------------- | ------------- |
| Szerb               | 304           | 135           |
| Bosnyák             | 1             | 0             |
| Horvát              | 0             | 0             |
| Jugoszláv           | 1             | 0             |
| Egyéb               | 0             | 1             |
| Összesen            | 306           | 136           |

## Története
A régészeti leletek tanúsága szerint területe már az ókorban is lakott volt. A „Gromile” nevű lelőhelyen nagy mennyiségű ókori építőanyag és falmaradvány található, melyek egy római kori településhez, valószínűleg egy villagazdasághoz tartoztak.
A Banja Luka és Mrkonjić Grad közötti hegyvidék a középkori zemljaniki plébániához tartozott, amelyet II. Prijezda bosnyák bán 1287-ből származó oklevele említ. Az oklevélben a település „Strazicha” néven található. Zmijanje a Jajcától északra fekvő Vrbas-völgy várainak elesésével 1527-1528-ban oszmán uralom alá került. Az 1540-ig tartó első időszakban ezt a területet a Bródi kádilukhoz tartozó Vrhovina náhijéhez csatolták, majd az 1535-1540 közötti időszakban, amikor az oszmánok átkeltek a Száván, Zmijanje a Boszniai szandzsákba tartozó Kobaši kádilukhoz tartozott. A helyzet lecsendesedésével a Zmijanje náhije különvált. Először az 1541-es defterben említik a Kobaši kádiluk részeként. 1592-től a Banja Luka-i kádilukban volt. Az oszmán uralom első éveiben a Zmijanje náhije magába foglalta a Vrbas és a Szana folyók közötti teljes területet, valamint délen a Mrkonjić Grad feletti Kozare, Dimitor és Lisina hegyeket. Kicsit később a Trijebovoi náhije, mely Mrkonjić Grad környékén feküdt, levált róla. Egyes adatok szerint a 16. század közepétől származó összeírásokban szereplő lakosok ortodoxok voltak. A török időkben Sitnicában, Šljivnóban, Kolimban és Krupa na Vrbasban négy faházas templom épült, amelyre a legenda szerint a zmijanjei Rajko kapott a töröktől jóváhagyást.
Stražice falu 1878-ig tartozott az Oszmán Birodalomhoz, majd az Osztrák-Magyar Monarchia része lett. 1879-ben az első osztrák-magyar népszámlálás során Stražicén 50 házat és 537 ortodox szerb lakost számláltak. 1910-ben a településen 113 házat és 700 ortodox szerb lakost számláltak. A monarchia szétesésével 1918-ben előbb a Szerb-Horvát-Szlovén Királyság, majd 1929-től a Jugoszláv Királyság része. 1921-ben 109 házat és 732 lakost számláltak itt. 1945-től Stražice a szocialista Jugoszlávia része volt.
A település 1995 szeptemberéig a szerb félkatonai egységek ellenőrzése alatt állt. A boszniai háborút lezáró daytoni békeszerződés rendelkezése alapján az ország területét felosztották a Bosznia-hercegovinai Föderáció és a boszniai Szerb Köztársaság között, ennek során a település a Boszniai Szerb Köztársasághoz és Ribnik községhez került.

## Nevezetességei
- Gromile – római település maradványai. A tégla és cseréptöredékek, valamint falmaradványok valószínűleg egy római villa rusticához és műhelyhez tartoztak. A Stražička-patak felőli lejtőn a föld alatt épületek alapjai találhatók, míg a föld felett, különösen a lelőhely déli részén nagyszámú építőanyag törmelék látható. A leletek korát a régészek az 1.-4. század közötti időre teszik.[4]

## Fordítás
- Ez a szócikk részben vagy egészben  a   Budimlić Japra című szerbhorvát Wikipédia-szócikk ezen változatának fordításán alapul.  Az eredeti cikk szerkesztőit annak laptörténete sorolja fel. Ez a jelzés csupán a megfogalmazás eredetét és a szerzői jogokat jelzi, nem szolgál a cikkben szereplő információk forrásmegjelöléseként.